# Calycopis tamos
Calycopis tamos is een vlinder uit de familie van de Lycaenidae. De wetenschappelijke naam van de soort werd als Thecla talama in 1887 gepubliceerd door Godman & Salvin.